# Brachiaria megastachya
Brachiaria megastachya är en gräsart som först beskrevs av Christian Gottfried Daniel Nees von Esenbeck och Carl Bernhard von Trinius, och fick sitt nu gällande namn av Fernando Omar Zuloaga och Thomas Robert Soderstrom. Brachiaria megastachya ingår i släktet Brachiaria och familjen gräs. Inga underarter finns listade i Catalogue of Life.